# Вагинальный секс

Вагинальный секс в позиции «наездница»

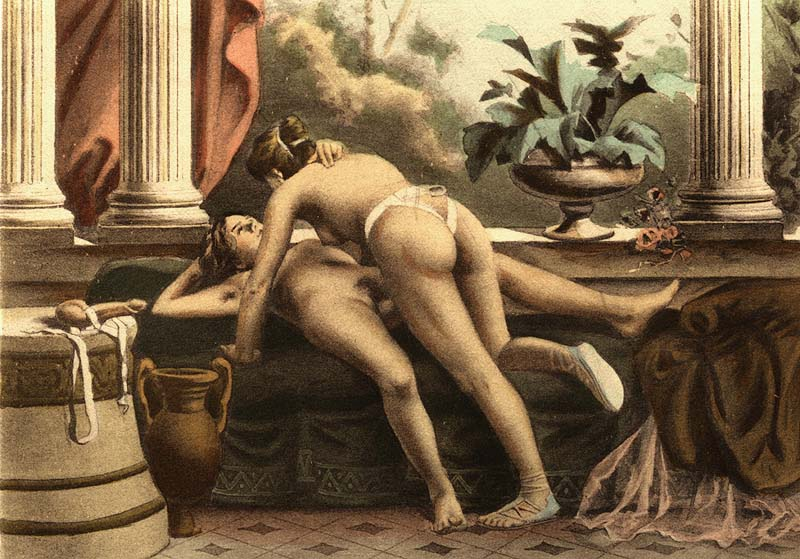
Лесбийский вагинальный секс с использованием фаллопротеза

Вагинальный секс (пенисовагинальный, также половое сношение) — половой акт, предполагающий ввод эрегированного пениса во влагалище и фрикции. Вагинальный секс является основным способом размножения у человека и других животных: выделяемая во время эякуляции жидкость (сперма) содержит сперматозоиды, способные слиться с яйцеклеткой и привести к беременности. Помимо этого вагинальным сексом занимаются для удовольствия.
Известно множество позиций для занятия вагинальным сексом. Вагинальный секс играет важную роль во многих культурах; его нередко считают безальтернативной формой секса, что может приводить к проблемам. В норме половое сношение имеет небольшую пользу для здоровья и вызывает приятные ощущения, но различные физиологические, медицинские и психологические факторы могут приводить к болезненному половому акту, чувству стыда или вины. Люди обычно начинают заниматься вагинальным сексом в подростковом возрасте или в начале взрослой жизни и могут продолжать оставаться сексуально активными всю жизнь, однако частота половых сношений обычно снижается со временем.

## Зоологический контекст
Вагинальный секс является разновидностью полового акта — способом размножения у всех животных, у которых оплодотворение происходит внутри тела (в отличие от внешнего, например, оплодотворения икры); у многих птиц и рептилий нет отдельных отверстий выделительной системы и влагалища, их все заменяет клоака, поэтому их половой акт не именуется вагинальным. Все млекопитающие размножаются введением пениса во влагалище, хотя у человека известны случаи беременности без введения (при попадании спермы внутрь влагалища).
Вагинальное сношение нередко происходит и в нерепродуктивном контексте, например, ради удовольствия, особенно у социальных видов.

## Физиология

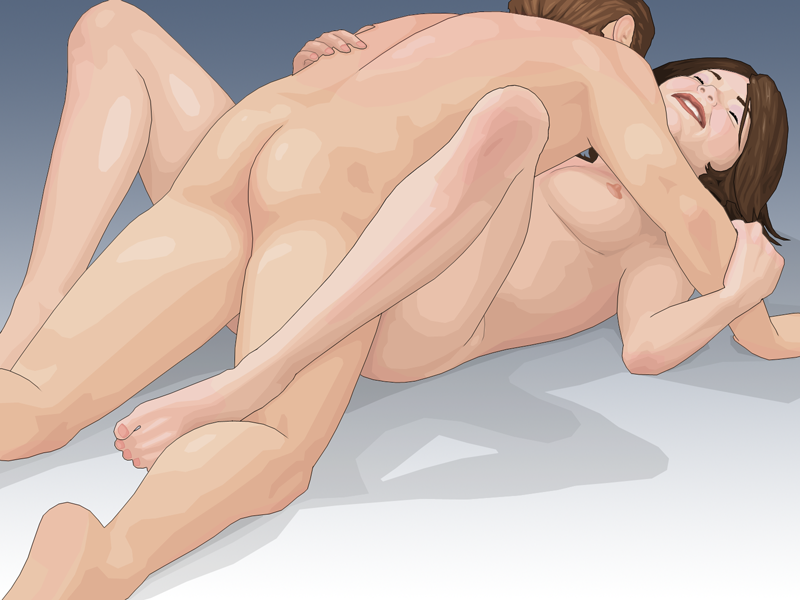
Миссионерская поза

Вагинальному сексу обычно предшествуют предварительные ласки. Клитор, пенис и соски наливаются кровью, половые органы увлажняются смазкой.
Человечеству известно множество позиций для занятия вагинальным сексом; наиболее популярная в мире позиция — «миссионерская» (женщина и мужчина лежат лицом друг к другу, мужчина находится сверху). В Океании распространена «океанийская» позиция (женщина лежит на спине, мужчина сидит на коленях или стоит на четвереньках), в некоторых обществах мира предпочитают позицию «женщина сверху»; масаи, квакиутли и другие преимущественно занимаются сексом лёжа лицом друг к другу.
Непосредственно пенисовагинальный контакт включает введение пениса в вагину и фрикции — возвратно-поступательные движения, которые осуществляет один из партнёров или оба одновременно. Трение пениса о стенки влагалища, растягивание малых и больших половых губ, стимуляция точки G, входа во влагалище и желёз Скина в норме вызывают приятные ощущения. Половой акт может быть болезненным для одного или обоих партнёров из-за недостатка смазки, непроизвольного сокращения мышц влагалища или других причин, включая заболевания мочеполовых органов. Продолжительность полового сношения варьирует в широких пределах в зависимости от того, считается ли важным женский оргазм, а также доступности уединённого места.
Кульминацией вагинального секса является оргазм. Мужчины оргазмируют в результате стимуляции пениса, их оргазм обычно сопровождается эякуляцией — выделением спермы из мочеиспускательного канала. У женщин оргазм происходит из-за стимуляции клитора, которая происходит при непосредственном касании его головки; при вагинальном сексе пенис может стимулировать ножки клитора через стенки влагалища, однако большинство женщин не достигает оргазма от одной пенетрации. Большинство женщин могут продолжать заниматься вагинальным сексом после первого оргазма, получая затем второй и так далее; большинство мужчин временно теряет эрекцию на некоторое время, называемое рефрактерным периодом. В гетеросексуальных парах мужчины достигают оргазма значительно чаще, чем женщины, что получило название orgasm gap («отставание в оргазмах»).
При попадании спермы или предэякулята во влагалище возможно зачатие. Для предотвращения зачатия используются различные средства контрацепции, как до, так и вскоре после полового акта.

## Терминология и культурное значение
Вагинальный секс имеет множество синонимов, в том числе неполных: «секс», «коитус» и так далее. К примеру, гетеросексуальный пенисовагинальный контакт могут метонимически именовать «проникающим сексом» (к которому, среди прочего, относятся анальный секс и проникновение страпоном).
Вагинальный секс считается главным гетеросексуальным половым контактом; сексологи отмечают, что его обычно воспринимают как важнейшую часть «настоящего» секса, зачастую считая их синонимами. Отождествление «секса» и «вагинального секса» вызывает проблемы при изучении человеческой сексуальности: с одной стороны, опрашиваемые и интервьюируемые сексологами люди часто интерпретируют общие вопросы о сексе как вопросы именно о пенисовагинальных контактах, а с другой — сами исследователи обычно не уточняют, что именно они имеют в виду под «сексом», что приводит к сбору низкокачественных и неполных данных. Так, отвечая на вопрос «Что такое секс?», все опрошенные студенты вузов в США, Великобритании и англоязычном интернете соглашаются с тем, что вагинальный секс является сексом, но классификация других видов сексуальной активности вызывает у них споры; аналогичные результаты получил Институт Кинси в 2010 году.
Описывая причины, по которым они занимаются именно вагинальным сексом, новозеландские гетеросексуальные мужчины и женщины указывали на социальную нормативность этого акта, говорили о «естественности» и «биологической обусловленности» своего предпочтения, а также о сильном чувстве эмоциональной близости. Некоторые из них даже сомневались в возможности получения оргазма без пенисовагинального контакта. Отмечается также идея о проникновении в вагину как акте инициации для мужчины.
Этнографические данные демонстрируют разнообразие подходов к вагинальному сексу в разных обществах. Чаще всего он происходит в моногамных парах, однако существуют культурные практики, предполагающие немоногамию: свингеры меняются партнёрами, а женщины из народов Севера (чукчи, инуитки, ительменки, корячки) часто вступали в половую связь с гостями.
Концепция девственности обычно связывается прежде всего с пенисовагинальным контактом, хотя негетеросексуальные респонденты с большей вероятностью считают опыт других сексуальных практик потерей девственности. Первый вагинальный половой акт имеет важное психологическое и социальное значение для многих людей; часто он интерпретируется как ритуал перехода из детства во взрослую жизнь.

## Здоровье

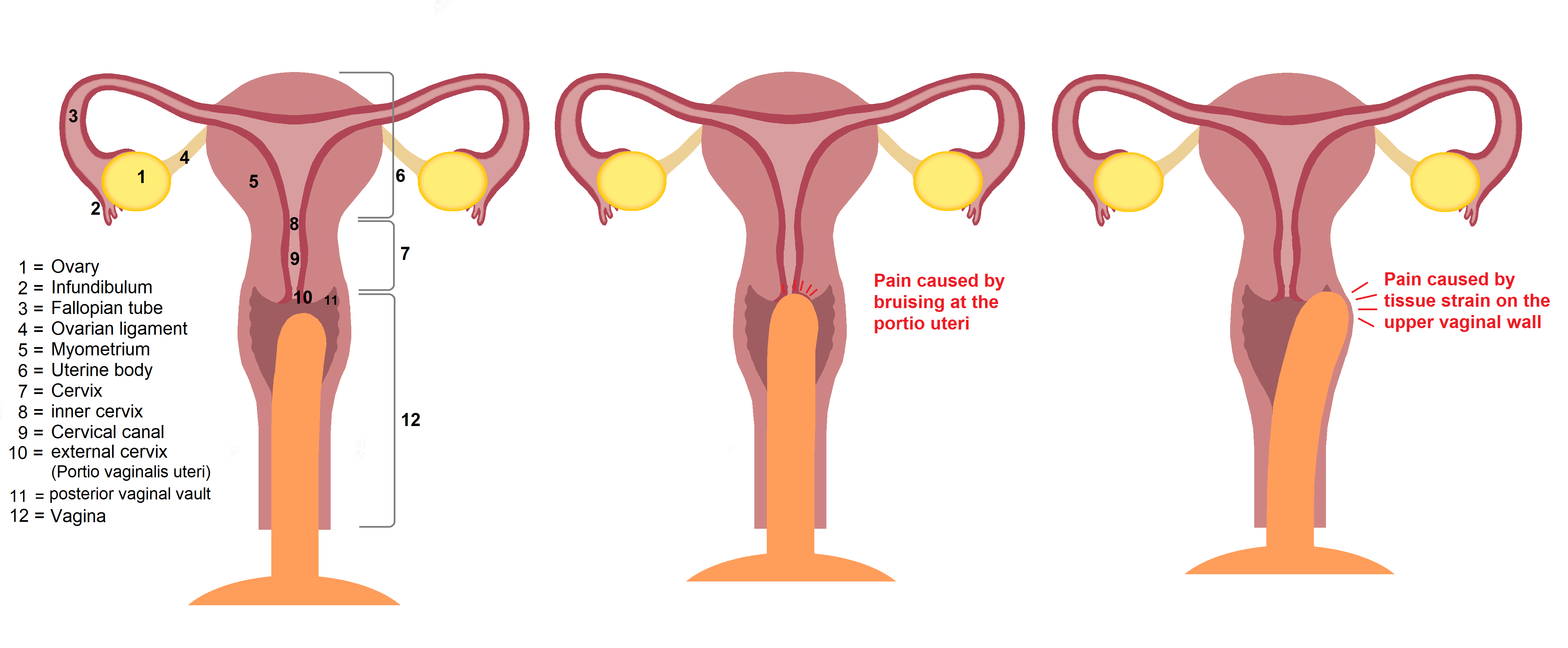
Изображения 2 и 3 демонстрируют болезненные фрикции, вызванные чрезмерной силой движений

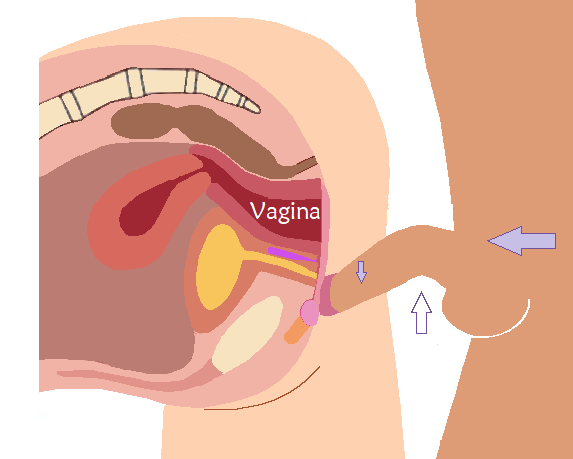
Перелом пениса, вызванный неосторожными движениями

Вслед за Галеном в средневековой Европе вагинальный секс считался медицинско-гигиеническим актом, позволявшим мужчинам избавляться от выделяющегося у них семени, а женщинам — избегать «удушения утробы». Чрезмерное и недостаточное количество проникающего секса считалось опасным для здоровья, а умеренное — полезным. В Англии в шекспировские времена эякуляция в вагину считалась законным видом секса, а в рот, анус или вне тела — запрещённым; однако преступления, связанные с сексом, такие как изнасилование, определялись по пенетрации. В целом средневековые европейские авторы рассматривали вагинальный секс отдельно от любви (которой посвящали собственные трактаты), но известно арагонское руководство начала XV столетия по сексуальным контактам Speculum al foderi, представляющее собой перевод латинского медицинского труда Liber minor de coitu с добавлением трёх глав с переводами арабских источников, посвящённых поиску желающей секса партнёрши с учётом любовного желания, а также описанием 26 сексуальных позиций.
Крупное социологическое исследование Ломанна, проведённое в США в 1994 году, показало, что в среднем опрошенные занимаются сексом 6,2—6,5 раз в месяц (включая все виды сексуальной активности, но 95—96 % респондентов сообщили, что их последний сексуальный контакт включал вагинальный секс).
Современные исследования затрудняются определить степень влияния секса на здоровье, но из множества исследований, включая лонгитюдные, известно об обратной корреляции между частотой оргазмов и смертностью. Половой акт требует примерно столько же энергии, сколько подъём на два пролёта по лестнице, что имеет небольшой положительный эффект на здоровье сердечно-сосудистой системы. Сперма имеет положительный эффект на здоровье женщины (при условии отсутствия аллергии, а также риска нежелательной беременности и заражения ЗППП).
К непосредственным отрицательным последствиям вагинального сношения относятся нежеланная беременность и заболевания, передающиеся половым путём. В 1980-х годах после начала пандемии ВИЧ возникла концепция «безопасного» (или защищённого) секса, включающая практики, снижающие риски для здоровья; в 1990-х годах они были включены в образовательные материалы по половому воспитанию. Также некоторые виды контрацептивов могут иметь негативные побочные эффекты на здоровье женщины. Существуют и риски травмирования половых органов при вагинальном сексе из-за слишком сильных движений.
Общепринятое восприятие пенисовагинальных контактов как «главного» вида секса приводит к тому, что пары могут ощущать психологическое давление социума, требующего от них заниматься именно вагинальным сексом, даже если один из партнёров не испытывает желания это делать. Это может усугубляться из-за культурно-обусловленного обязательства женщины доставлять наслаждение мужчине.

## Возраст
Большинство людей получает первый опыт вагинального секса в подростковом возрасте. Общества по-разному регулируют сексуальное поведение своих молодых членов, из-за чего разнится и возраст первого сексуального опыта; американское общество, с одной стороны, не запрещает юношам и девушкам общаться без взрослых, а с другой — крайне отрицательно относится к сексуальным отношениям между подростками. Ровесники также оказывают друг на друга давление, поощряя получение опыта, и обычно оно фокусируется именно на вагинальном сексе. В среднем в США к возрасту 24 лет опыт коитуса есть у 88 % мужчин и 94 % женщин. У белых американцев возраст первого сексуального контакта коррелирует с уровнем половых гормонов, но у белых американок самая сильная корреляция наблюдается между возрастом сексуального дебюта и восприятием их тела как взрослого ровесниками; бо́льшая зависимость сексуального поведения женщин от социальных норм наблюдается и в других странах, например, в КНР.
Ощущения во время первого вагинального секса нередко оцениваются негативно, особенно женщинами; в одном итальянском исследовании отмечалось, что неприятный опыт первого совокупления часто приводит к тому, что девушки надолго отказываются от сексуальных контактов. Причины этого плохо исследованы, но могут включать плохое знакомство партнёров с женским телом, их недостаточную чуткость, а также чувство стыда или вины за сексуальную активность, чаще встречающиеся у женщин из-за культурных стереотипов. В то же время, если первый пенисовагинальный контакт девушки произошёл в долгосрочных отношениях с хорошим взаимопониманием и коммуникацией, он скорее всего оставит положительное впечатление. Эти же факторы статистически повышают удовлетворённость от секса у юношей.
Люди могут оставаться сексуально активными до крайне пожилого возраста. Частота вагинальных совокуплений в моногамных парах обычно постепенно снижается; крупное межкультурное исследование супружеских пар на данных Demographic and Health Surveys USAID показало, что это снижение проявляется во всех 19 исследованных странах, расположенных в Азии, Африке и Америке. В 5 странах был обнаружен статистически значимый «эффект медового месяца» (сильно увеличенное количество сношений в первый год брака), однако в одной стране был выявлен обратный эффект, а в остальных первый год брака не был связан со значительно большей половой активностью.

## Комментарии
1. ↑  также см. раздел «терминология»
2. ↑  Буркина-Фасо